# Bae Soo-bin
Yoon Tae-wook (hangul: 윤태욱; hanja: 尹泰旭; RR: Yun Tae-uk) más conocido como Bae Soo-bin (hangul: 배수빈; hanja: 裴秀彬; RR: Bae Su-bin), es un actor de cine, teatro y televisión surcoreano.

## Biografía
Estudió teatro y cine en la Universidad de Daejin (대진대학교). 
Habla con fluidez chino e inglés.
El 14 de septiembre del 2013 se casó. Su primer hijo nació el 14 de junio del 2014. En septiembre del 2017 le dieron la bienvenida a su segundo hijo. En diciembre del 2020 la agencia del actor confirmó que en el 2019 se había divorciado de su esposa después de seis años juntos.

## Carrera
Es miembro de la agencia "Origin Entertainment" (오리진엔터테인먼트). Previamente formó parte de la agencia "BH Entertainment".
El 25 de abril de 2009 se unió al elenco principal de la serie Brilliant Legacy (también conocida como "Shining Inheritance") donde interpretó a Park Joon-se, un miembro de la familia Park y amigo de Go Eun-sung (Han Hyo-joo).
En octubre del mismo año se unió al elenco principal de la serie Temptation of an Angel donde dio vida a Shin Hyun-woo quien después de despertar de un accidente automovilísitco, decide realizarse una operación plástica y se cambia el nombre a "Ahn Jae-seong" para vengarse de la persona que cree responsable, hasta el final de la serie el 22 de diciembre del mismo año. El actor Han Sang-jin interpretó a Hyun-woo antes de la cirugía.
El 17 de diciembre del mismo año apareció en la película Girlfriends donde dio interpretó a Jin-ho, un hombre que engaña a su novia y compañera de trabajo Song-yi (Kang Hye-jung) con otras dos mujeres.
El 22 de marzo de 2010 se unió al elenco principal de la serie Dong Yi donde dio vida a Cha Chun-soo, el dedicado protector y amigo de Choi Dong-yi (Han Hyo-joo).
El 16 de marzo de 2011 se unió al elenco principal de la serie 49 Days donde interpretó a Kang Min-ho, el aparentemente perfecto y guapo prometido de Shin Ji-hyun (Nam Gyu-ri), que en realidad posee una personalidad manipuladora y maliciosa.
El 9 de junio de 2009 apareció como parte del elenco principal de la película japonesa The Way - Man of the White Porcelain (también conocida como "Hakuji no Hito") donde dio vida a Chung-rim.
El 29 de noviembre del mismo año apareció en la película 26 Years donde interpretó a Kim Joo-an, un cabildero, que termina relacionado con otras cuatro personas que buscan vengarse del hombre responsable de la masacre que mató a sus seres queridos.
El 25 de septiembre de 2013 se unió al elenco principal de la serie Secret Love, donde dio vida a Ahn Do-hoon, una vez un brillante y justo fiscal, que se convierte en un hombre ambicioso y hambriento de poder, después de que su en ese entonces novia Kang Yoo-jung (Hwang Jung-eum) entrara a prisión en su lugar, luego de que Seo Ji-hee (Yang Jin-sung) muriera en el accidente automovilístico ocasionado por él, hasta el final de la serie en noviembre del mismo año.
El 27 de septiembre del 2014 se unió al elenco principal de la serie The Greatest Marriage donde interpretó a Jo Eun-cha, un presentador de noticias de élite de la estación, hasta el final de la serie el 27 de diciembre del mismo año.
En enero del 2015 se unió al elenco de la serie My Heart Twinkle Twinkle donde dio vida a Chun Woon-tak, el despiadado administrador del restaurante "Woon Tak Chicken".
El 13 de agosto del mismo año apareció como parte principal de la película Memories of the Sword donde interpretó a Poong-cheon, un importante espadachín durante la era de Goryeo, que muere luego de que su amigo Deok-gi (Lee Byung-hun) los traiciona.
En noviembre del 2018 se unió al elenco de la serie A Pledge to God donde dio vida a Kim Jae-wook, un arquitecto de élite.
El 10 de julio de 2020 se unió al elenco principal de la serie Graceful Friends donde interpretó al médico Jung Jae-hoon, un urólogo divorciado y proveniente de una familia adinerada, hasta el final de la serie el 5 de septiembre del mismo año.

## Filmografía

### Series de televisión
| Año             | Título                                                  | Personaje                     | Notas                       | Ref.   |
| --------------- | ------------------------------------------------------- | ----------------------------- | --------------------------- | ------ |
| 2021 - presente | The King's Affection                                    | Jeong Seok-jo                 |                             | [ 17 ] |
| 2020            | Graceful Friends                                        | Dr. Jung Jae-hoon             | 17 episodios                |        |
| 2018 - 2019     | A Pledge to God                                         | Kim Jae-wook                  | 48 episodios                | [ 18 ] |
| 2018            | Nice Witch                                              | Bong Chun-dae                 | 40 episodios                | [ 19 ] |
| 2015            | Who Are You: School 2015                                | Maestro de Aula               | ep. #16                     |        |
| 2015            | My Heart Twinkle Twinkle                                | Chun Woon-tak                 | 26 episodios                |        |
| 2014            | The Greatest Marriage                                   | Jo Eun-cha                    | 16 episodios                |        |
| 2014            | KARA: Secret Love: 5 "Lilac"                            | Hyun-joon                     | 2 episodios                 | [ 20 ] |
| 2014            | Drama Special: "That Kind of Love"                      | Jin Wook                      | 1 episodio                  |        |
| 2013            | Secret Love                                             | Ahn Do-hoon                   | 16 episodios                | [ 21 ] |
| 2011            | 49 Days                                                 | Kang Min-ho                   | 20 episodios                |        |
| 2010            | Drama Special: "Hurry Up and Tell Me"                   | Jung Ki-young                 | 1 episodio                  |        |
| 2010            | Dong Yi                                                 | Cha Cheon-soo                 | 60 episodios                |        |
| 2009            | Temptation of an Angel                                  | Shin Hyun-woo / Ahn Jae-seong | 21 episodios                |        |
| 2009            | Brilliant Legacy                                        | Park Joon-se                  | 28 episodios                |        |
| 2008            | Painter of the Wind                                     | Rey Jeongjo de Joseon         | 20 episodios                |        |
| 2008            | Woman of Matchless Beauty, Park Jung-geum               | Detective                     |                             |        |
| 2007            | Auction House                                           | Park Ki-hyun                  | ep. #12                     |        |
| 2006            | Jumong                                                  | Sa-yong                       |                             |        |
| 2005            | Let's Get Married                                       | Jung Jae-joon                 |                             |        |
| 2005            | Fashion 70's                                            | Miembro del Ejército Chino    |                             |        |
| 2005            | MBC Best Theater - "Crying in the Glow of Sunset"       | Hyeong-guk                    | ep. #616                    |        |
| 2004            | Emperor of the Sea                                      | Kim Yang                      |                             |        |
| 2004            | When a Man Loves a Woman                                | Seok-hyeon                    |                             |        |
| 2004            | MBC Best Theater - "My Brother Lives in Shaolin Temple" | Moon Bak-joo                  | 2 episodios (ep. #577, 585) |        |
| 2002            | The Proof of Memories (기억의 증명)                     | Xiao Hansheng                 | 29 episodios                |        |
| 2000            | Mr. Duke                                                | -                             | ep. #2                      |        |

### Películas
| Año  | Título                                   | Personaje      | Notas                                                                                             |
| ---- | ---------------------------------------- | -------------- | ------------------------------------------------------------------------------------------------- |
| 2022 | The Man Only I Can See                   | Hak-soo        | junto a Jeon Sung-woo, Choi Yu-hwa, Kim Eui-sung, Jeon Seok-ho, Tae In-ho y Kang Hye-jung         |
| 2020 | Me and Me (Close to You)                 | Soo-hyuk       | junto a Cho Jin-woong, Shin Dong-mi, Jung Hae-kyun, Jang Won-young y Lee Sun-bin                  |
| 2017 | Warriors of the Dawn                     | Jang Yang-sa   | junto a Lee Jung-jae, Yeo Jin-goo, Kim Mu-yeol, Esom, Park Hae-joon, Oh Kwang-rok y Kim Young-min |
| 2015 | Memories of the Sword                    | Poong-cheon    | junto a Lee Byung-hun, Jeon Do-yeon, Kim Go-eun, Lee Jun-ho, Lee Geung-young y Kim Tae-woo        |
| 2014 | La última primavera                      | Ray Bang       | junto a Park Yong-woo, Kim Seo-hyung, Lee Yoo-young, Kim Su-an, Im Seulong, Han Hye-jin y Jin Goo |
| 2013 | Mai Ratima                               | Soo-young      | junto a Park Ji-soo, So Yoo-jin, Go Se-won y Oh Kwang-rok                                         |
| 2012 | 26 Years                                 | Kim Joo-an     | junto a Jin Goo, Han Hye-jin, Im Seulong, Lee Geung-young, Jang Gwang y Kim Eui-sung              |
| 2012 | Horror Stories: "Secret Recipe"          | Presidente Min | junto a Nam Bo-ra, Jung Eun-chae, Na Young-hee y Im Seong-min                                     |
| 2012 | The Way - Man of the White Porcelain     | Chung-rim      | junto a Hisashi Yoshizawa, Shun Shioya, Kwak Min-ho, Kim In-woo y Wakana Sakai                    |
| 2011 | Share the Vision                         | Seung-chul     | junto a Lee Byung-hun y Lee Soo-kyung                                                             |
| 2010 | Ghost (Be With Me) - "Tell Me Your Name" | Adivino        | junto a Nam Ji-hyun y Byun Joon-suk                                                               |
| 2009 | Girlfriends                              | Jin-ho         | junto a Kang Hye-jung, Han Chae-young, Huh E-jae, Jo Eun-ji y Kim Hye-ok                          |
| 2009 | Fly High                                 | Ho-soo         | junto a Kim Bum, Song Ha-yoon, Lee Chae-young, Yeon Je-wook y Kim Jin-woo                         |
| 2009 | After the Banquet                        | Kim Seong-ho   | junto a Shin Sung-woo, Ye Ji-won, Kim Mu-yeol, Kim Bo-kyung y Go Ah-sung                          |
| 2009 | Goodbye Mom                              | Cheol-min      | junto a Choi Kang-hee, Kim Young-ae, Jang Young-nam, Jung Hye-sun y Oh Yeon-ah                    |
| 2001 | Club Butterfly                           | Jin-ho         | junto a Kim Young-ho, Yoon Dong-hwan, Kim Il-woo, Kim Hak-chul y Myung Gye-nam                    |

### Aparición en programas de variedades
| Año  | Título                           | Notas                    |
| ---- | -------------------------------- | ------------------------ |
| 2016 | Real Men: Middle-age Special     | miembro                  |
| 2015 | Law of the Jungle in Yap Islands | (ep. #166-170) - miembro |
| 2011 | Road for Hope                    |                          |

### Presentador
| Año  | Evento                       | Notas                    |
| ---- | ---------------------------- | ------------------------ |
| 2019 | Soribada Best K-Music Awards | presentador de categoría |
| 2011 | MAMA Awards                  | presentador de categoría |

### Teatro
| Año  | Título                                   | Personaje                     | Notas |
| ---- | ---------------------------------------- | ----------------------------- | ----- |
| 2017 | 프라이드                                 | 필립                          |       |
| 2016 | Capone Trilogy (카포네 트릴로지)         | 올드맨                        |       |
| 2016 | Kill Me Now (킬 미 나우)                 | 제이크                        |       |
| 2015 | 프라이드                                 | 필립                          |       |
| 2013 | Masquerade (광해, 왕이 된 남)            | Rey Gwanghae / Méndigo Ha-sun |       |
| 2010 | Yi Sang, December 12th (이상, 12월 12일) | Poeta Yi Sang                 |       |
| 2007 | Telephone Modern Girl (다리퐁 모단걸)    | Sun-tae                       |       |

### Aparición en videos musicales
| Año  | Intérprete(s)         | Canción                  | Notas  |
| ---- | --------------------- | ------------------------ | ------ |
| 2013 | Yoon Jong-shin        | "May You Please"         | [ 26 ] |
| 2011 | M-Signal              | "Threads Of Your Clothe" | [ 27 ] |
| 2011 | 4MEN                  | "Vision of Love"         |        |
| 2009 | Lee Soo-young         | "Don't Call My Name"     |        |
| 2003 | Maggie Chiang Mei-chi | "Unfair"                 |        |

### Revistas / Sesiones fotográficas
| Año  | Título       | Notas                               |
| ---- | ------------ | ----------------------------------- |
| 2013 | Grazia Korea | junto a Lee Byung-hun y Kim Do-hyun |

## Premios y nominaciones
| Año  | Categoría                                                | Premios                   | Trabajo                | Resultado |
| ---- | -------------------------------------------------------- | ------------------------- | ---------------------- | --------- |
| 2018 | Excellence Award, Actor in a Daily and Weekend Drama     | SBS Drama Award           | Nice Witch             | Nominado  |
| 2018 | Top Excellence Award, Actor in a Weekend Special Project | MBC Drama Award           | A Pledge to God        | Nominado  |
| 2013 | Best Supporting Actor                                    | KBS Drama Award           | Secret Love            | Ganó      |
| 2013 | Netizen Award, Actor                                     | KBS Drama Award           | Secret Love            | Nominado  |
| 2013 | Best Couple Award (junto a Lee Da-hee)                   | KBS Drama Award           | Secret Love            | Nominados |
| 2011 | Excellence Award, Actor in a Drama Special               | SBS Drama Award           | 49 Days                | Nominado  |
| 2011 | Hope Award                                               | KBS 감동대상              | -                      | Ganó      |
| 2011 | Popularity Award                                         | Hong Kong Cable TV Award  | Dong Yi                | Ganó      |
| 2010 | New Star Award                                           | Asia Model Festival Award | -                      | Ganó      |
| 2009 | Top Excellence Award, Actor                              | SBS Drama Award           | Temptation of an Angel | Nominado  |
| 2009 | Excellence Award, Actor in a Special Planning Drama      | SBS Drama Award           | Temptation of an Angel | Nominado  |
| 2009 | Excellence Award, Actor in a Special Planning Drama      | SBS Drama Award           | Brilliant Legacy       | Nominado  |
| 2009 | Top 10 Stars                                             | SBS Drama Award           | Temptation of an Angel | Ganó      |
| 2009 | Top 10 Stars                                             | SBS Drama Award           | Brilliant Legacy       | Ganó      |
| 2008 | New Star Award                                           | SBS Drama Award           | Painter of the Wind    | Ganó      |